# Фагерхольм, Карл-Август
Карл-А́вгуст Фа́герхольм (швед. Karl-August Fagerholm; 31 декабря 1901[…], Сюндео, Нюландская губерния — 22 мая 1984, Хельсинки) — финский государственный и политический деятель.

## Биография

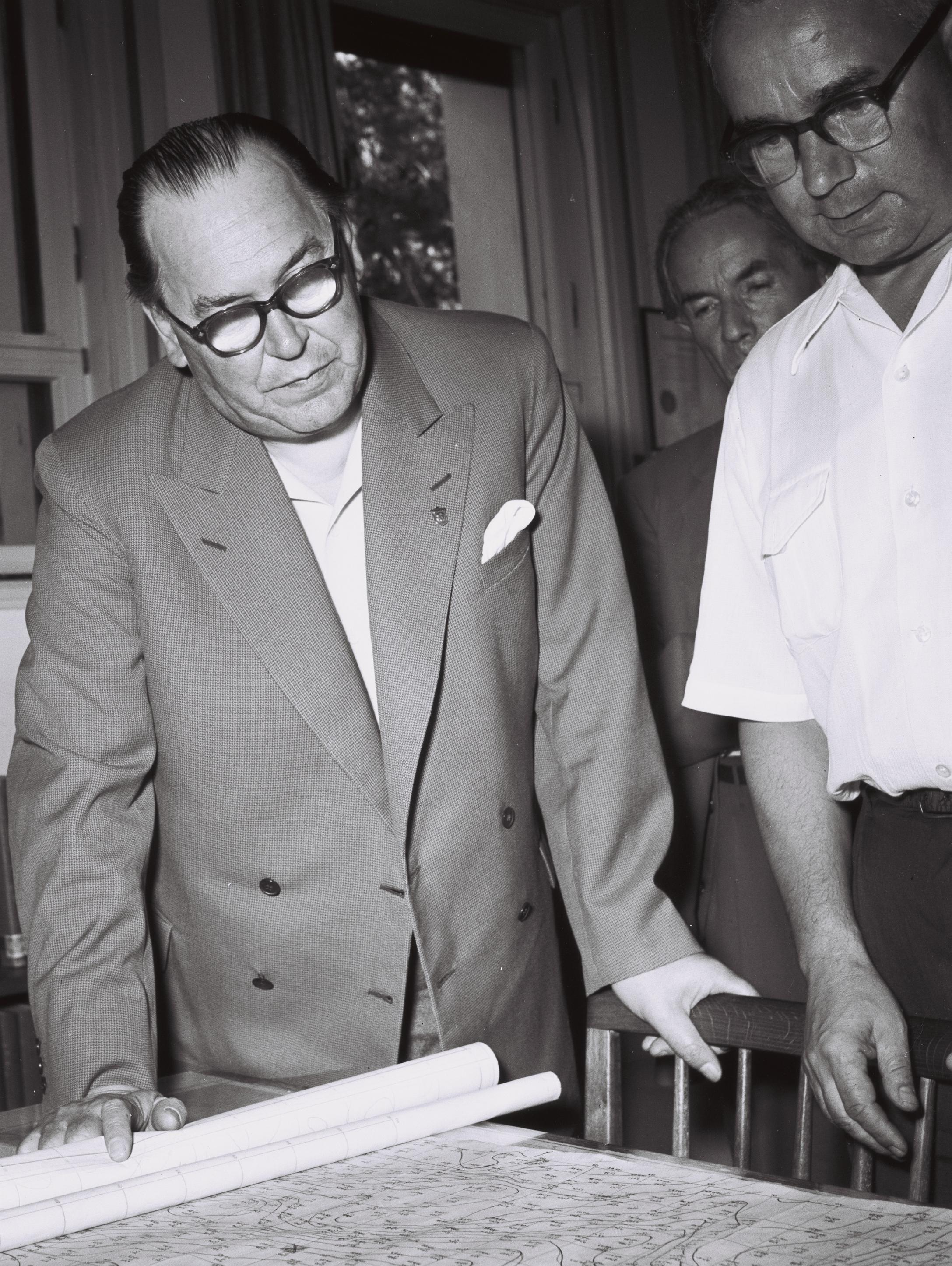
1955 год

Родился 31 декабря 1901 года в Сюндео, в шведской семье. Получил образование в качестве парикмахера; в 1920—1923 гг. являлся председателем Союза парикмахеров Финляндии.
В 1930 году Фагерхольм был избран в парламент Финляндии.
С 1934 года он выполнял функции председателя шведского рабочего союза Социал-демократической партии Финляндии (СДПФ). В 1934—1942 гг. — главный редактор шведоязычной «Рабочей газеты». В 1937—1944 годы работал министром социальных дел.
Был активным сторонником укрепления отношений с другими странами Северной Европы, прежде всего, с соседней Швецией, однако предлагаемый им договор о военном союзе с Швецией так и не был заключён и отношения между странами оставались прохладными. Это подтвердила Вторая мировая война, в которой Швеция сохраняла свой нейтралитет, и Фагерхольм временно утратил своё влияние на финскую внешнюю политику.
В 1945—1947, 1950—1956, 1957, 1958—1961 и 1965 годы был спикером парламента.
Трижды возглавлял правительство Финляндии в 1948—1950, 1956—1957 и 1958—1959 годах. Во время первого премьерского срока выступал за расторжение Советско-финского договора о дружбе (1948) и за вступление Финляндии в НАТО. В 1949 году добился присоединения Финляндии к Генеральному соглашению по тарифам и торговле (ГАТТ). В 1957 году после его визита в СССР наступило улучшение взаимных отношений между политиком и Советским Союзом. Во время своего третьего премьерского срока инициировал курс на укрепление отношений с государствами Северного Совета и Соединённых Штатов Америки. В знак протеста против угрозы ухудшения отношений с Советским Союзом правительство покинули пять министров, также были введены советские экономические санкции. В декабре 1958 года Фагерхольм ушёл в отставку, а через месяц президент Кекконен посетил Москву, чтобы нормализовать отношения с СССР.
В 1956 году баллотировался на пост президента Финляндии, но проиграл голосование Урхо Кекконену, набрав 149 голосов членов коллегии выборщиков против 151.
В 1958—1959 годах работал министром иностранных дел.
Скончался 22 мая 1984 года в Хельсинки.